# ロイド眼鏡

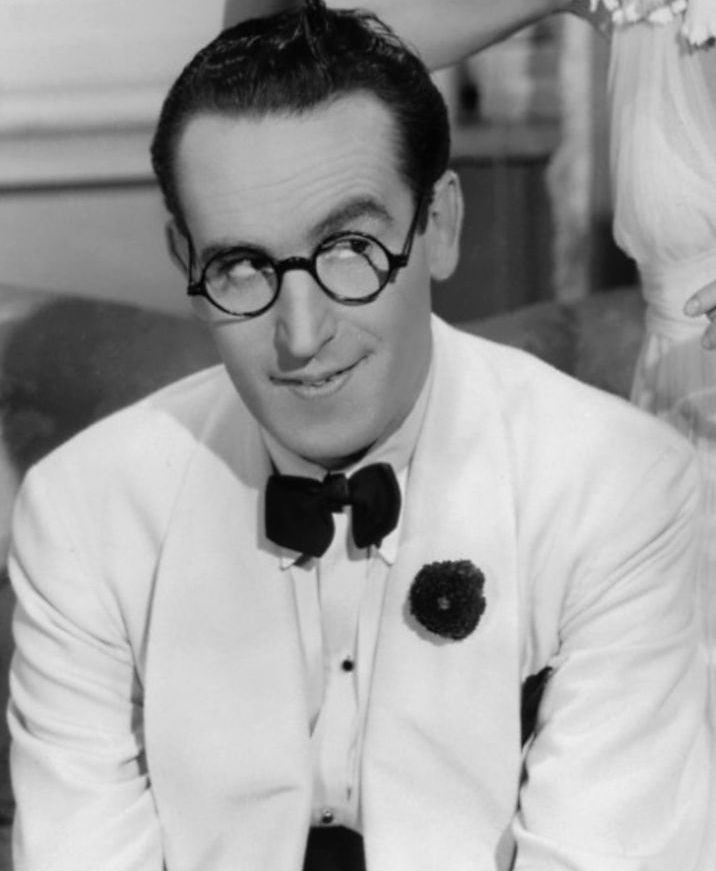
由来となったハロルド・ロイド

ロイド眼鏡（ロイドめがね）は、眼鏡のデザインの1つ。セルロイドで出来ているということと、アメリカの喜劇役者ハロルド・ロイドが劇中でかけていたことから、二つの意味を持って「ロイド眼鏡」という。

## 概要
レンズは真円に近い丸型の大型であることが多く、直径は5cm程度、目の周りを覆う感じのスタイルである。つるはレンズの中央部から伸び、フレームは色は黒か茶系で太めのものが多い。
1920年代から1930年代に流行し、第二次世界大戦前の日本においても標準規格の眼鏡として普及した。有名な愛用者として戦前では古川ロッパや東海林太郎、戦後では作家の大江健三郎らが上げられる。なお、ハロルド・ロイドがかけていたのはレンズがない「素通し」のメガネであったと言われている。

## ロイド眼鏡の着用例

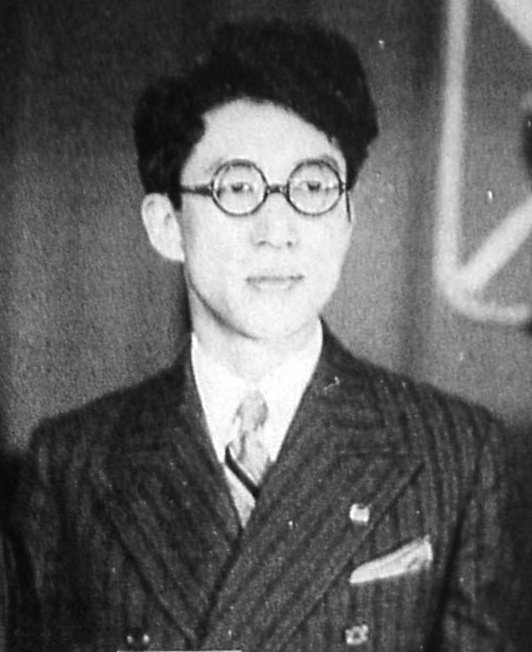
東海林太郎
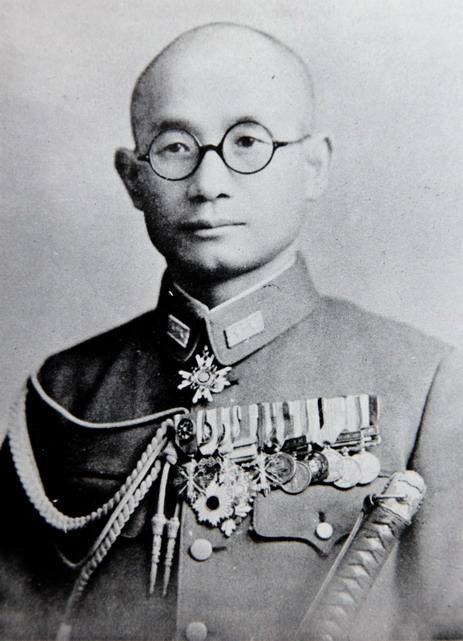
辻政信
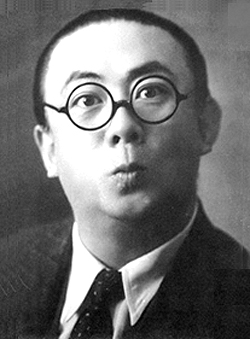
古川ロッパ
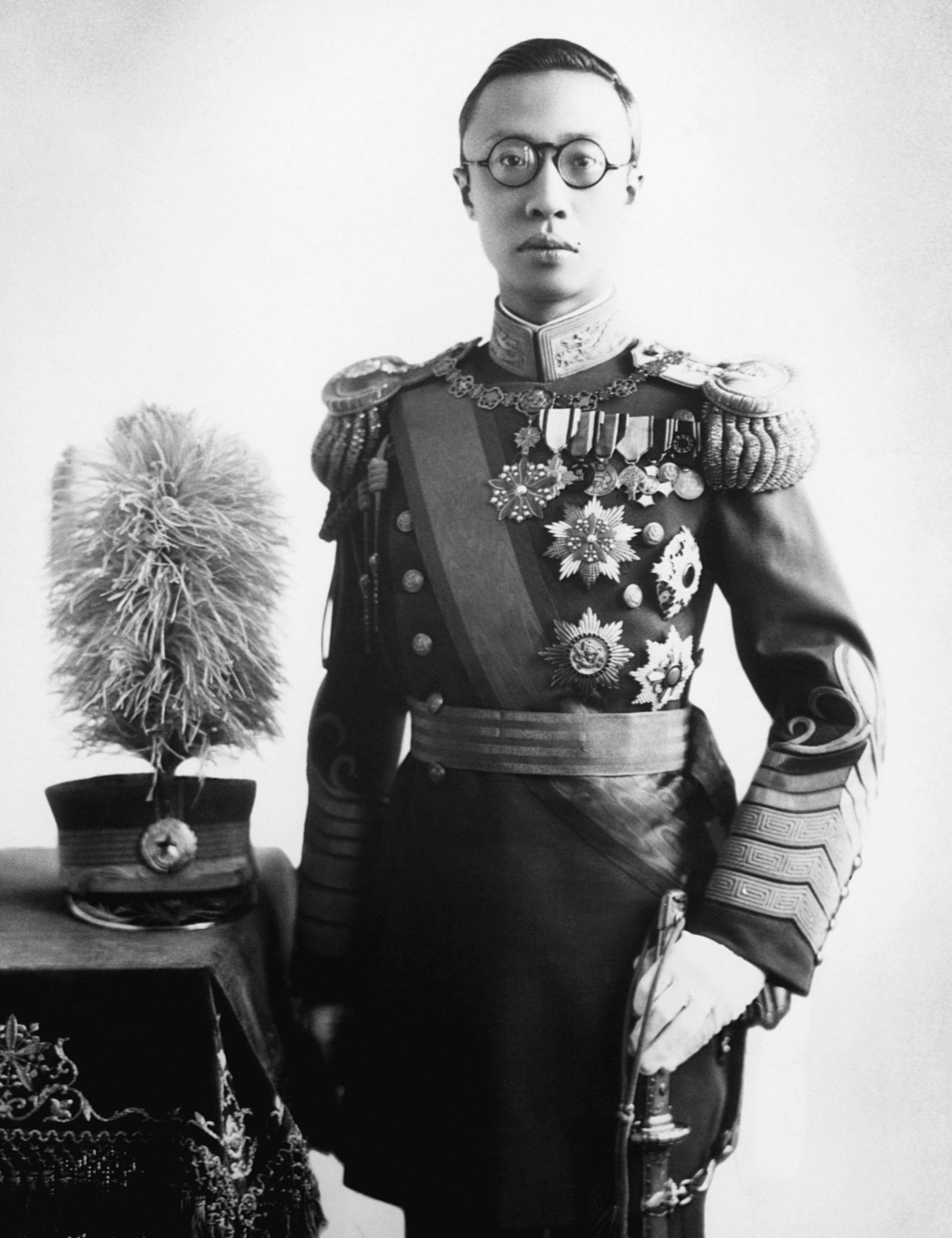
愛新覚羅溥儀
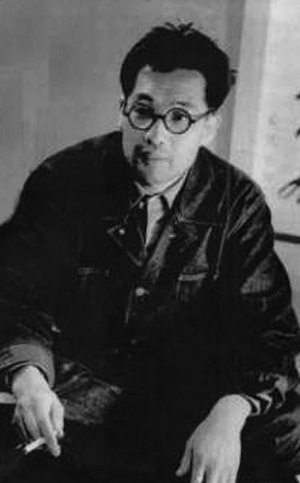
檀一雄
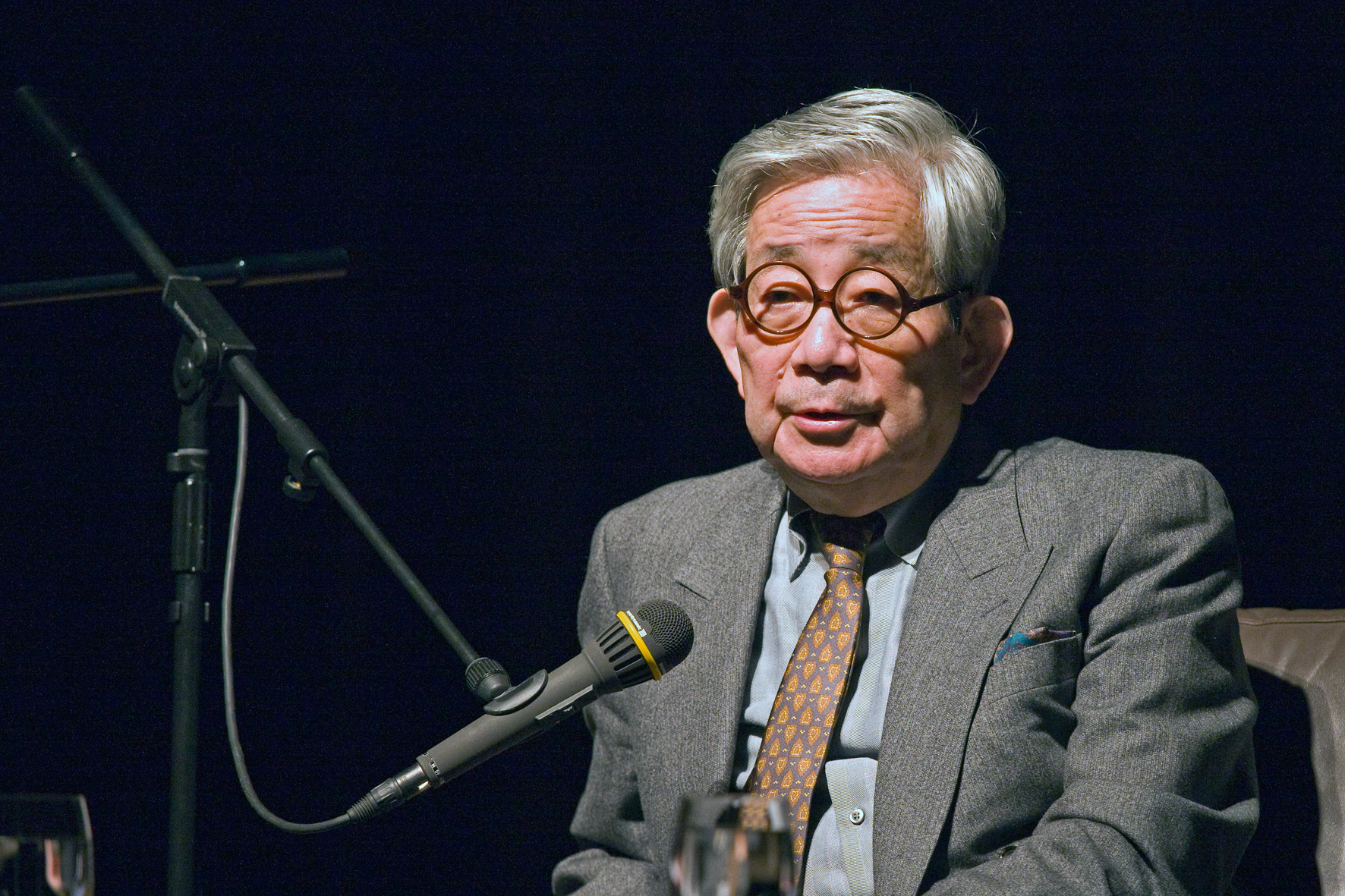
大江健三郎